# گیزلدون
گیزلدون (به لاتین: Gizeldon) (به روسی: Гизельдон) (به آسی: Джызæлдон) یک رود در روسیه است که در اوستیای شمالی-آلانیا واقع شده‌است.